# Vaterländischer Künstlerverein

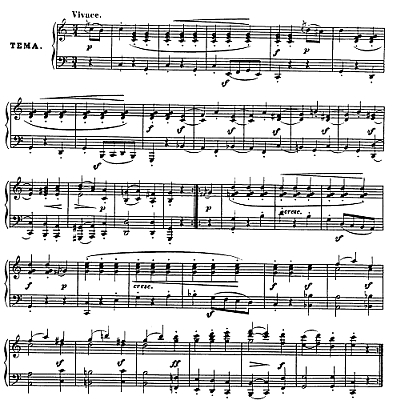
De door Diabelli gecomponeerde wals

De Vaterländischer Künstlerverein is een in 1823 en 1824 uitgegeven tweedelig muziekboek met variaties op een wals van de Oostenrijkse componist Anton Diabelli.
Diabelli was niet alleen componist, maar ook uitgever van bladmuziek. In 1819 stuurde hij een uitnodiging aan 51 componisten met het verzoek een variatie te schrijven op een door hemzelf gecomponeerde wals. Het ging hierbij om componisten die in het Vaterländische Oostenrijk waren geboren of er werkzaam waren, zoals Franz Schubert, Johann Nepomuk Hummel en Ludwig van Beethoven. Diabelli zou de aldus verzamelde variaties uitbrengen via zijn eigen uitgeverij Musikverlag Cappi & Diabelli.
In 1823 en 1824 werden de variaties in twee delen uitgegeven onder de titel Vaterländischer Künstlerverein. Het eerste deel was geheel gewijd aan de 33 variaties die Ludwig van Beethoven had ingestuurd, het tweede deel aan de variaties van de 50 andere componisten, inclusief een coda van Carl Czerny.
Uiteindelijk zouden de 33 variaties van Beethoven onder de naam Diabellivariaties een belangrijk onderdeel van diens piano-oeuvre worden.